# Самоубиство у Србији
Самоубиство у Србији  је узрочно–последични и статистички приказ активног или пасивног аутодеструктивног чина у којем становници Србије свесно и намерно одузимају себи живот, због различитих мотива. Многе особе у Србији реаговале су самоубилачким идејама у кризним ситуацијама, кроз које је Србија прошла и својој вишевековној историји. Код данашњих генерација које су прошле а и даље пролазе од 1990. до дуге деценије 21. века, тежак период у живота у Србији треба очекивати да ће проћи године да остваре самоубилачке идеје или их не остваре, или користе самоубилачке интенције како би изазвале пажњу околине у кризним временима. Самоубиство је и у Србији један од ретких феномена који је потпуно ослобођен, верских, полних, расних, културолошких, вредносних, узрочних, временских и узрасних граница.. У аутодеструктивна понашања се, осим самоубиства, убрајају и покушај самоубиства, планирање или само размишљање о самоубиству и све врсте самоозлеђивања, па ће и ови феномени бити приказани.
Иако на први поглед свако самоубиство изгледа као дубоко лични чин,...уништавајући свој живот самоубица доводи у питање темељну вредност Српског друштва - људски живот: што ову појаву чини друштвеном девијацијом...и социјалним проблемом због масовности и због узрока и последица које имају дубоко социјално значење, због све већег пада наталитета у Србији...
| „ | Све већи број људи у Србији живи са осећањима бесперспективности и депривираности. Ако се на то надовежу, ПТСП, дуго трајање политичке кризе, незапосленост, велика банкарска задуженост, све већа злоупотреба алкохола и психоактивних супстанци међу младима, пораст малигних болести, осујећујуће породично окружење и неки унутрашњи психички фактори, онда „бекство у смрт“ може за неке људе Србије да буде један од могућих „излаза“ из таквог стања. | ” |

Превенција самоубиства све више заузима важно место у медицинским и социјалним услугама Србије.

## Терминологија
Самоубиство
Свако свесно и намерно активно или пасивно уништење властитог живота назива се самоубиство или суицид. При извршењу самог чина починилац мора бити свестан да ће након чина самоубиства наступити последица (смрт). Поред ове најчешће коришћене дефиниције, постоји и безброј других које самоубиство дефинишу као: 
- Усамљеничко и очајничко решење за трпљење које за једну особу изгледа као ситуација која нема другу алтернативу[6]
- Облик поремећене комуникације у тренуцима тешких животних криза, или метафорички речено, као интрапсихичку драму на интерперсоналној позорници, или понашање које се креће између нормалног и патолошког...[2].

Лажно самоубиство
Лажно самоубиство је смрт која наоко личи на самоубиство али јој недостаје свесност (деца, душевни болесници, болесници у делиријуму)
Покушај самоубиства (позив на помоћ) 
Покушај самоубиства (лат. tentamen suicidi: је чин код кога је постојала свесност и намера уништење властитог живота, али због лошег избора начина и средства није наступила смрт иако је починилац то желео. Ако при покушају самоубиства настану компликације након којих наступа смрт, које су у узрочној вези с извршеним чином, говори се о самоубиству. „Покушај самоубиства је многоструко детерминисан и својеврстан, можда последњи „позив за помоћ“, крик, „апел у функцији аларма“, очајнички дијалог са околином од које на симболичан начин угрожена особа тражи помоћ“...
Инсценирани покушај самоубиства
Чин у коме починилац симулира покушај самоубиства, али не жели да умре, назива се инсценирани покушај самоубиства. Ако се смрт у том чину и деси она је настала као последица несретног (задесног) случаја.

## Подела самоубистава
| Подела                | Карактеристике |
| --------------------- | --- |
| Основна подела        | Смишљена (планирана) у афекту • Појединачна • Двојна • Вишеструка • Напрасна и полагана • Активна и пасивна • Према узрасту • Према полу • Према брачном статусу • Према методи извршења • Месту и времену кад су почињена |
| Према мотиву          | Тражење помоћи • Бежање из неподношљиве ситуације • Ослобађање од тешке психичке патње • Покушај утицаја на неку значајну, другу особу • Као манифестација љубави • Олакшавање тешкоћа другима • Како би се други ражалостили • Како би се други уверили колико очајно је било живети • Као покушај откривања да ли су заиста вољени • Чињење нечега у неподношљивој ситуацији • Губитак самоконтроле • Жеља за смрћу.                                                                                         |
| Према типу            | Суициди адолесцената • Еутаназија • Комбинација самоубиства и убиства • Суицид бомбом (камиказе, герила, терористи) • Ритуални суицид (сепуку) • Масовни суицид • Суицидни пакт • Интернетом изазван суицид • Суицид у рату (као бољи избор од мучења или тортуре, или због губитка части) • Испровоцирани суицид (у којем нпр. самоубица испровоцира полицајца да га убије) |
| Према начину извршења | Самоспаљивањем • Изазивањем аутомобилске несреће • Дављењем у води • Струјним ударом • Вешањем • Смртоносном инјекцијом • Предозирањем лекова (хипнотика, антидепресива, аналгетика, барбитурата) • Гушењем пластичном кесом (гушење угљен-диоксидом) • Тровањем • Сепуку (средњовековни начин, харакири) • Самоустрељивањем ватреним оружјем • Сечењем великих артерија или трахеје на врату • Сечењем вена (најчешће подлактица) • Гладовањем до смрти • Тровањем удисањем угљен-моноксида • Падом са висине |

## Глобална слика самоубистава
- Просечна европска стандардизована стопа самоубистава за све земље европског региона износила је 15,1 на 100.000 становника. У поређењу са земљама европског региона, Србија са стопом од 18,8 на 100.000 становника (2009) спада у ред земаља са средњим ризиком самоубистава.
- У свету годишње, према подацима Светске здравствене организације (СЗО у даљем тексту), самоубиство изврши око један милион људи људи, или сваких 40 секунди нека особа у свету изврши самоубиство. Покушаји самоубиства је и 20 пута је чешћи (СЗО, 2009).
- Током задњих педесетак година стопа самоубистава је у свету повећана је за 60%.
- Глобална стопа самоубистава је 16 на 100.000 становника, при чему је мушко :женски однос 3-4:1 у последњих пола века (СЗО, 2011). У
- Самоубиство је у неким земљама Европе трећи узрок смртности популације старости од 15-44 године, док је у другим земљама водећи узрок смрти узрасне групе од 10-24 године.

| Ранг | Земља      | Година | Мушкарци | Жене | Укупно |
| 1.   | Литванија  | 2009   | 61.3     | 10.4 | 38.6   |
| 2.   | Русија     | 2006   | 53.9     | 9.5  | 30.1   |
| 3.   | Белорусија | 2007   | 48.7     | 8.8  | 27.4   |
| 4.   | Казахстан  | 2008   | 43.0     | 9.4  | 25.6   |
| 5.   | Мађарска   | 2009   | 40.0     | 10.6 | 24.6   |
| 6.   | Јапан      | 2009   | 36.2     | 13.2 | 24.4   |
| 7.   | Летонија   | 2009   | 40.0     | 8.2  | 22.9   |
| 8.   | Словенија  | 2009   | 34.6     | 9.4  | 21.9   |
| 9.   | Украјина   | 2009   | 37.8     | 7.0  | 21.2   |
| 10.  | Србија     | 2009   | 28.1     | 10.0 | 18.8   |
| 11.  | САД        | 2009   | 17.7     | 4.5  | 11.0   |
| 12.  | Бразил     | 2008   | 7.7      | 2.0  | 4.8    |
| 13.  | Грчка      | 2009   | 6.0      | 1.0  | 3.5    |
| 14.  | Египат     | 2009   | 0.1      | 0.0  | 0.1    |

## Епидемиологија
Годишњица Николе Ћупића (29. издање), књига 11., 1889. године, доноси текст Статистички преглед самоубистава у Србији од 1845—1884, по службеним извештајима министарства унутрашњих дела. Месец са највише самоубистава, у наведеном периоду, био је мај а са најмање децембар. Међу 2.129 самоубиства, колико их је било у анализираном периоду највећи број извршен је вешањем, затим пушком, утопљењем, ножем и тровањем. Жене су више практиковале вешање а мушкарци пушку. Највише број самоубистава извршено је због телесних болести, па душевних. По покрајинама највише их је било у Браничеву, најмање у Мачви.
У Србији је од 1953. до 2008. самоубиство извршило 66.700 особа, или просечно годишње 1.200 извршених самоубистава. Број самоубистава у Србији у овом периоду има значајну тенденцију пораста, нпр. 1953. у Србији је било 725 самоубистава а 2008 1.290. 
У Србији су 2006. године 1.444 особе извршиле самоубиство или 19,5 на 100.000 становника. У поређењу са раним педесетим годинама 20. века, број самоубистава је готово удвостручен (види табелу десно), уз тренд умереног смањења у последњих 15 година. Сличне промене се уочавају и код стопе самоубистава. Најниже стопе су регистроване током 1950-их, око 12 на 100.000 становника, а највише током последње деценије 20. века, када је стопа достигла ниво од око 20 самоубистава на 100.000 становника.
У Србији током 2007. самоубиство је као узрок смрти регистровано код 1.354 особе, што је у просеку четири особе свакога дана.
У друштвеном расколу Југославије, 1992. године број самоубистава у Србији је дошао до историјског максимума, (када је забележено 1.638 самоубистава).. 
У периоду од 2006. до 2014. године, годишње је 5-14 припадника српске полиције извршило самоубиство. Хронолошки приказано током 2006. било 12 самоубистава полицајаца, 2007. године 13, 2008. године осам, током 2009. десет, 2010. 11. Највише самоубистава полицајаца било је 2011. године када је 14 припадника МУП-а себи одузело живот. Затим следи пад броја самоубистава, тако да је током 2012. регистровано десет, 2013. осам и 2014. 5 самоубистава.
У периоду од 1999. до 2007. године, годишње је 1-8 припадника Војске Србије извршило самоубиство. Највећи број извршен је 2003. године, што се може објаснити политичким догађајима претходних година и трансформацијом војске након тих догађаја.

Стопа самоубистава у Србији у периоду од 1998—2009.(на 100.000 становника)
|          | 1998. | 2000. | 2005. | 2009. |
| -------- | ----- | ----- | ----- | ----- |
| УКУПНО   | 19.3  | 20,6  | 19,4  | 18,8  |
| Мушкарци | 27,5  | 29,3  | 27,9  | 28,1  |
| Жене     | 11,5  | 12,3  | 11,3  | 10,0  |

У периоду од 2000. до 2007. стопа самоубистава је у целокупној популацији Србије опала за 18% (код мушкараца за 16% и код жена за 26%). 
Број умрлих у Србији од поремећаја понашања и душевних поремећаја у 2012. години
|          | Укупно самоубистава | Проценат (%) | Стопа на (на 100.000 становника) |
| -------- | ------------------- | ------------ | -------------------------------- |
| УКУПНО   | 1.163               | 1,14         | 16,15                            |
| Мушкарци | 545                 | 1,06         | 15,66                            |
| Жене     | 614                 | 1,22         | 16,62                            |

НАПОМЕНА: Проценат умрлих израчунат је на основу података да је у Србији
у 2012. години умрло 102.400 становника (51.909 мушкараца и 50.491 жена).

### Старосне разлике
Према подацима за 2005. годину, свако друго лице у Србији које је извршило самоубиства било је старије од 60 година, а свако треће старије 70 година. Просечна старост особа које су извршиле самоубиству у Србији 2005. је 52 године. Повећањем старости значајно се смањује учешће самоубистава старијих лица у укупном броју умрлих (код особа старих од 45 до 49 година оно је 4,4%, код десет година старијих од 55 до 59 око 2,2%, а код оних најстаријих од 65 до 69 година само 1,9%).
И према подацима из 2006. годину, у Србији је скоро свако друго умрло након самоубиства било старије од 60 година (48,7%), а свако треће старије од 70 година (33,0%). У односу на раније године, јасно је уочен тренд повећања удела старих у укупном броју самоубистава, што се донекле уклапа са укупном стопом смртности становништва земље.
Наведени токови у броју умрлих самоубица међу старијим лицима у Србији су, пре свега, последица интензивног демографског старења, али и промена у старосном моделу морталитета.
У периоду од 1999 до 2005. године најмлађи самоубица у Београду имао је 13. а најстарији 101 годину. Најмлађи самоубица у Србији је био стар 9 година а најстарији 101 годину.

### Полне разлике
Према подацима из 2006. годину, разлике по полу у вредностима стопа због самоубиства су релативно највеће код млађег становништва, узраста 25-29 односно код средовечног старости 40-44 године.
| „ | Према подацима Републичког завода за статистику, 1990. године је у Србији регистровано 99 самоубистава младих од 15-29 година, да би тај број растао и достигао кулминацију 1997. године (192), са тенденцијом пада до 2005. године (106 случајева). Ипак, у 2006. години регистровано је у овој узрасној групи чак 120 случајева самоубистава. | ” |

Код кохорте 25-29 година стопа самоубистава мушкараца је, чак, 7,7 пута већа него код жена, а код старосне групе 40-44 она је била већа 4,5 пута. Знатно већа вероватноћа самоубиства код мушког пола у односу на женски пол, у Србији, присутна је и код осталих старосних група, али су разлике мање наглашене (стопе самоубиства су углавном веће за 2 до 4 пута).
Тренутно су полне разлике најмање код старијих особа (преко 60 година старости), код којих је смрт услед самоубиства два до три пута већа код становништва мушког пола него код женског становништва. У апсолутним вредностима, разлике по полу су највеће управо код најстаријег становништва.

#### Мушко женски однос у самоубиствима
У Србији 2009. нестандардизована стопа самоубистава износила је 18,8 на 100.000, а однос стопа самоубистава између мушкараца и жена био је 3:1  Самоубиство се налазило међу 18 посматраних поремећаја здравља на петом месту код мушкараца, а на једанаестом месту код жена.
Од укупно 1.442 самоубиства која су почињена у 2005. години, 1.010 (70,0%) су извршена од стране мушкараца, а 432 (30,0%) од стране жена. Последњих четрдесетак година (од 1963. године) број самоубица мушког пола је скоро двоструко већи од броја жена које су себи одузеле живот. Према подацима из исте године међу мушкарцима број самоубистава на 100.000 становника износио је 27,9, а код жена 11,3. Приближне вредности задржале су тренд у Србији и последњих 10 до 15 година.
У периоду од 1997. до 2004. године, највећа стопа самоубистава за мушкарце за град Београд забележена је 2000. године и износила је 19,7, а најнижа 2004. године и износила је 9,1.
Неравнотежа међу половима по броју извршених смо убистава у Србији, неповољнија је за мушкарце и када је у питању старосна структура. Стопа је највећа код млађег средовечног становништва (20-39 година), а најмања код старог становништва (преко 65 година), што је пре свега последица полне структуре укупног становништва по старости, или наглашене феминизације старих особа.
Код старосне групе 25-29 година стопа самоубистава мушкараца у Србији у 2006. години, била је 7,7 пута већа него код жена, а код старосне групе 40-44 година она је била већа 4,5 пута.

### Брачно стање
У Србији самоубиства су чешћа код лица у браку. Према подацима из 2005. година самоубиством је живот окончало 45% лица у браку, затим следе обудовели (26%), потом лица која нису склапала брак (20%), а најмање је разведених (9%). И у погледу брачног стања постоје значајне разлике и по полу. Код мушкараца су међу умрлим услед самоубиства најбројнија лица у браку (47%), док су код жена то удовице (40%). Током 2006. године, удео удоваца у укупном броју самоубица је био двоструко мањи (19%).
Општа стопа самоубистава по полу и брачном стању, 2001–2003. (на 100.000 становника)
| Брачно стање        | Мушко | Женско |
| ------------------- | ----- | ------ |
| Неожењен, неудата   | 25,1  | 7,2    |
| Ожењен, удата       | 27,9  | 8,5    |
| Удовац, удовица     | 123,3 | 28,2   |
| Разведен, разведена | 77,6  | 21,5   |
| УКУПНО              | 33,9  | 12,3   |

Распад породице - развод или сепарација може створити код појединих чланова породице осећање изолованости и рањивости и повећати ризик од депресије и суицидалног понашања. У периоду од 2001 до 2003, највеће вредности опште стопе самоубистава, регистроване су код обудовелих, с тим што су код удоваца (123 на 100.000) оне четвороструко веће него код удовица (28). Следе разведени, затим лица у браку, а најниже стопе су код особа у целибату. Код све три групе, стопе смртности услед самоубиства су приближно 2,5 пута веће код мушкараца.
Таква структура самоубица по брачном статусу највероватније је условљена укупним саставом становништва Србије, по брачности (највише је лица у браку), затим разликама које постоје у брачној структури мушког и женског становништва (међу мушкарцима је много више целибатера и знатно мање удоваца) и битно издиференцираном старосном структуром становништва Србије с обзиром на брачни статус (најстарији су обудовели).
Према старости, највише вредности стопе самоубистава у Србији су од 2001 до 2003, регистроване код удоваца старих 70 или више  година (142 на 100.000). Код особа женског пола стопе самоубистава су достизале максималну вредност такође код старих од 70 година (47), с тим што су у том случају најчешће радило о разведеним особама.

### Регионалне разлике
Наглашене регионалне разлике једна су од основних особености смртности становништва Србије. Разлике у погледу смртности услед самоубиства су још израженије по регионима.
| „ | То се најочигледније примећује кроз деценијама присутне неуједначености, како вредности опште стопе смртности, тако и дужине очекиваног трајања живота у Централној Србији и Војводини, и увек су неповољније код ове друге. | ” |

Регионална неуједначеност на подручју Србији била је најизраженија почетком друге половине 1960-их година када је стопа самоубиства у Војводини била за 2,5 до 2,8 пута већа него у Централној Србији. (7) Разлози регионалних разлика су вишеструки, а у великој мери су условљени и битно другачијом националном структуром становништва два велика подручја Србије (Централној Србији и Војводине)
Зона Србије са највишом стопом самоубистава је подручје на северу Војводине, око града Суботице, са десет општина у којима становници мађарске националности представљају већину или имају релативно високо учешће у укупном становништву. С друге стране, у зону ниске смртности услед самоубиства сврстане су општине Бујановац и Прешево, са високим уделом становништва албанске националности, као и три санџачке општине (Сјеница, Рашка и Тутин), све са стопама испод 10 самоубистава на 100.000 хиљада и великим уделом становништва исламске вероисповести (Албанци и Бошњаци/Муслимани).
Стопа самоубистава је стално већа у Војводини, и то током читаве друге половине 20. века, као и у раним годинама 21. века. Војводина има, у просеку, око 2 до 3 пута већу стопу самоубистава од централне Србије, у последњих педесет година. У појединим годинама стопа самоубиства у Војводини прелазила је и 30 самоубистава на 100.000 становника Војводине. Просечна годишња стопа самоубистава на 100.000 становника Војводине, за трогодишњи период 2001—2003. кретала се у интервалу од 9,3 (Пећинци) до 59,2 (Сечањ). Релативно ниска стопа самоубистава (испод 10 на 100.000 становника) у Војводини је забележена у само једној од укупно 45 општина, док је у Централној Србији таквих било 13 од укупно 116. У Војводини је и мањи удео општина у којима је ниво стопе самоубистава значајније изнад покрајинског просека. 
Најниже стопе самоубистава у Србији евидентирана је у јужним деловима Србије са већинским албанским становништвом (општине Бујановац и Прешево) и становништвом исламске вероисповести у три санџачке општине (Сјеница, Рашка и Тутин). У овим општинама стопа самоубистава је била испод 10 на 100.000 становника. У Централној Србији интервал варијације самоубистава кретао од 2,3 (Жагубица) до 52,7 (Медвеђа).
Промена стопе самоубистава се у првим деценијама 21. века ишла је у правцу смањења броја самоубистава што је довело и до смањења регионалних разлика. Тако је у 2006. години разлика стопама самоубистава (16,8 у Централној Србији и 26,7 у Војводини) износила 59%, и једна је од најмањих релативних, али и апсолутних разлика у броју самоубистава на 100.000 становника у последњем полувековном посматрању учесталости самоубистава у Србији.

### Националне разлике
Према националности на почетку 21. века, у Србији је највишу стопу самоубиства имало мађарско становништво (43), потом бугарско (37), док је стопа самоубиства код српског становништва у централној Србији износила (17). Код становника Србије становништва исламске вероисповести (Албанци и Бошњаци или Муслимани) стопа самоубистава је испод 10 на 100.000 хиљада.
Стопе самоубистава по општинама у великој мери су условљене етничким саставом њиховог становништва потврђује показатељ из трогодишњем периода посматрања, од 2001—2003. године, е највећи број самоубистава на 100.000 становника евидентирано код становништва мађарске националне припадности (43,4), а затим код припадника бугарске националности (37,4), хрватске, русинске, словачке и румунске националне припадности (од 29,7 до 21,2, што је изнад републичког просека). На другој страни се налазе Власи (2,5), Албанци (4,9), Бошњаци и Муслимани (8,1), затим Југословени (11,1) и Роми (12,9).
Број самоубистава већи од просечног у Србији, забележене су код демографски најстаријег становништва, док другу групу, чини становништво које се углавном одликује младом старосном структуром (једини изузетак су Власи). Иако то није примарни фактор, очигледно је да постоји уска повезаност старосне структуре становништва одређене националности и учесталости самоубистава.
Битни фактори који могу бити од утицаја на различите стопе самоубистава између појединих националности у Србији је религиозна припадност и снага утицаја појединих верских заједница, социокултурни чиниоци, ниво образовања, породична структура итд.

### Образовање и култура
Међу особама нижег социоекономског статуса распрострањеније је понашање које угрожава здравље и живот, као што је злоупотреба алкохола, што представља један од фактора ризика за самоубиство. Међу мушкарцима са нижим образовним нивоом самоубиства су чешћа. Значајну везу између социоекономског статуса и самоубиства вероватно представљају и психијатријска обољења, распрострањенија  у групама нижег социоекономског статуса, како и чињеница да те особе мање користе здравствену заштиту.
У односу на образовни ниво, стопа самоубиства у Србији опада са нивоом образовања. Највиша стопа самоубистава је код становништва без школе или са недовршеном основном школом (33,6) док је најнижа (10,7) код становника Србије са вишом или високом школом
Око половина професионалних војних лица Војске Србије, која су извршила самоубиство, нису завршили војну школу (средњу војну школу или једногодишње специјалистичко школовање), што се поклапа са подацима у осталим структурама српског друштва.
Просечна годишња стопе самоубистава за период 2001—2003. године, указују да распрострањеност самоубистава опада са већим нивоом школске спреме.
Опште стопе самоубистава становништва Србије старог 15 или више година по полу и школској спреми за период 2001-2003.
| Пол      | Укупно | Без школе или са 1 до 7 разреда ОШ | Основна школа | Средња школа | Виша или висока |
| -------- | ------ | ---------------------------------- | ------------- | ------------ | --------------- |
| Мушкарци | 33,9   | 57,9                               | 43,0          | 26,1         | 12,9            |
| Жене     | 12,3   | 20,4                               | 12,3          | 8,0          | 4,9             |

У Србији је највиша опште стопе самоубистава код особа без школе, или са 1 до 7 разреда основне школе, 33,6 на 100.000. Код становништва са завршеном осмогодишњом основном школом стопа самоубистава износи око 26,5 на 100.000. Код лица са средњом школом стопа је још нижа (17,8), а најнижа је код становништвом са вишом или високом школском спремом (10,7). Стопе самоубиства за исту школску спрему знатно су веће код мушког (и по неколико пута) него код женског становништва. 
Посматрано и по старости, како за укупно, тако и посебно за мушко и женско становништво, најмање вредности стопа самоубистава у Србији уочене су код особа са завршеном вишом или високом школском спремом.
Обично се прави грешка у третирању културе као нечег „објективног“ чиме се објашњавају уочене разлике у различитим културним групама које живе у истој заједници, нпр уочене разлике у стопама самоубистава или заступљености ризико-фактора. Ово може да прикрије праве узроке разлика који могу, али и не морају имати везе са културом неке мањинске групе у заједници. Културу и њен утицај на стопу самоубистава, не треба посматрати као статичну и мерљиву „величину“, већ као динамичан и развојан процес који укључује непрекидну интеракцију између појединца и његовог окружења. Стога је потребно истовремено бити осетљив према различитим културама и свестан могућих културних разлика, али и не дозволити да „култура“ прикрије друге факторе који могу да имају много важнију улогу.

### Начин и време извршења
Свако самоубиство има своју симболику, како по начину извођења тако и по времену и месту на коме је учињено. Самоубиство на кућном прагу шаље поруку деци. У кругу фабрике-руководиоцима предузећа и држави. Самоубиства на почетку недеље или године повезана су са бекством од нових проблема које доносе нови периоди живота. Жене обично прибегавају таблетама, скоку са висине и утопљењу, мушкарци ватреном оружју и гушењу.
У Србији најчешћи начин извршења самоубиства је вешањем или гушењем и скоком са висине. У остале начине спада утопљење, тровање лековима или другим отровним средствима (на селу су то пестициди или киселине и базе), директан контакт са изворима електричне енергије и ретко самоспаљивањем. При том, мушкарци најчешће извршавају самоубиство вешањем, дављењем и гушењем, а на другом месту је ватрено оружје. Највише самоубистава у Београду почини са Бранковог моста где сваке године око 40 особа реши да оконча живот скоком са висине. Симболика овог моста који повезује две обале Београда старог и новог града, самоубицама служи да јавно покажу да не припадају нигде, али, због његовог великог промета, тајно се нада да ће неко наићи ко ће их одвратити од намере и спасити. У прилог овоме иде чињеница из студији Ричарда Сејдена, пензионисаног професора у Берклију, који је проучавајући случајеве 515 људи који су заустављени да изврше самоубиство скачући са моста Голден Гејт између 1937. и 1971. године, установио да је чак 94% њих још увек било живо до 1978, или је умро од природне смрти. Само 6% је извршило самоубиство или умрло у несрећама које су могле бити самоубиство.
Друштвена криза последње деценије 20. века у Србији је драстично повећала број самоубистава која су извршена ватреним оружјем. Према званичним подацима, у односу на педесете, седамдесете и осамдесете године, број самоубистава извршених ватреним оружјем средином и крајем деведесетих је повећан за пет пута. Ово је последица рата, присуства општег насиља и велике количине оружја која се нашла код грађана Србије. Припадници Војске Србије, а слично је и код припадника полиције, због веће доступности ватреног оружја, 86,7% самоубистава извршило је ватреним оружјем, 10% вешањем, а само 3,3% скоком са висине.
Што се доба дана тиче, трећина самоубистава извршена је од 6 до 12 часова, а четвртина од 18 до 24 часа. Пролеће је у психијатријском календару Србије означено као годишње доба са повећаним бројем самоубистава.. Мада по неким истраживањима са Војномедицинске академије у Београду, у Србији постоје два временска пика извршења самоубиства; „зимски“ (октобар-јануар) и „летњи“ (мај-јуни).

## Етиологија
Као и највећи број психичких стања у којим се у одређеном периоду може наћи човек, тако се и суицидалност може приказивати и посматрати са више различитих полазних основа, као на пример: психијатријскога, социолошког, културолошког, религијског, филозофског... Ни једно од наведених (и ненаведених) полазних основа не може бити сасвим издвојено од неких других струка, и зато треба говорити да је самоубиство сложена појава, која се заснива на различитости стручних тумачења и прихватања. Последица тога је да у Србији (уосталом као у целом свету) о суицидалности различито говоре социолози, психијатри и опет различито теолози и бројни други стручњаци, пре свега зато што је суицидалност вишеструко одређена, па свака струка обрађује само део тог сложеног проблема.
Док, са једне стране, социолози примарно значење самоубиства виде у свесним мотивима и развоју суицидалности, психијатри примарно усмеравају пажњу на психопатологију, а теолози су пре свега усмерени на указивање недопустивости самоубиства због трајних последица које настају после самоубиства, па тиме (осим верског значења) у практичном погледу морају имати незаобилазно место у превенцији суицидалности.
Треба споменути да ни унутар психијатрије у Србији нема јединствене школе ни приступа суицидалности и да постоје очигледне разлике између психодинамских и биолошких теорија, које ипак у ширем контексту могу бити усклађене. Тако већина српских психијатара прихвата парадигму дијатеза-стрес у објашњењу етиологије самоубиства и уклапа у етиолошки систем и биолошке предуслове и спољне стресогене чиниоце, који у крајњем исходу могу довести до преваге нагона за животом (ероса, тј либида) над нагоном за смрти-агресијом. У оквиру те парадигме могуће је, дакле, спојити и неуробиолошка основу нагона као кључног чиниоца мотивације и навику (филогенетска и онтогенетска) са подстицајем (што у психијатрији називамо преципитирајућим фактором) у једну целину:
Етиолошки гледано на развој суицидалних идеја и сам чин извршења самоубиства у Србији утичу бројни фактори самоубилачког ризика, који се могу класификовати на дисталне и проксималне. Дистални фактори односе се на дуготрајну и повећану вулнерабилност особе да изврши самоубиство, док проксимални фактори утичу на непосредну појаву самоубиства. У односу на дисталне факторе, проксимални фактори се надограђују на њих.
Најчешћи фактори самоубилачког ризика код становништва у Србији
| Дистални фактори самоубилачког ризика | Проксимални фактори самоубилачког ризика |
| --- | --- |
| - Брачно стање (неожењен, неудата • без деце - Позитиван психијатријски хередитет и нетражење помоћи психијатра - Коцкање • конзумирање алкохола - Редовно телесно вежбање (бодибилдинг) - Снижена мотивација за професију - Губитак оца у раном детињству - Ниска плата • задуженост породице - Без завршене школе • ниска школска спрема | - Актуелни породични проблеми (36,6%) - Актуелне психичке сметње (13,3%) - Исцрпљеност адаптационих капацитета (13,3%) - Негативан животни биланс (13,3%) - Проблеми на радном месту (6,7%) - Модел понашања непознат 10,0% |

У егзистенцијалном смислу висока стопа самоубистава у Србији (17,6) отвара питања апсурда живота или животног апсурда у Србији, људске слободе, суочавања српског грађанина са смислом за сопствени живот, храброшћу или кукавичлуком, мржњом или љубави, унутрашњом немоћи да нешто мења у свом окружењу и породици, или личне моћи, „болесног“ друштва или „болесног“ човека, што се може исказати и кроз доминацију разума или ирационалности у српском човеку. 
Самоубиство је свесни индивидуални чин сваког српског грађанина и најчешће лична људска драма. У схватањима класичне психијатрије доминира став да је самоубиство болестан чин, којем прибегавају ментално оболеле особе. (изузимају се, наравно, херојска самоубиства као нпр. српског хероја Стевана Синђелића). Иако самоубиству у Србији чешће прибегавају душевни болесници, оно није ретко ни међу тзв. нормалним становницима Србије. У сваком самоубиству садржана је значајна подсвесна хостилност, комбинована са недостатком способности за љубав према другима..
Око 10% самоубистава у Србији извршено је због нејасних мотива. Нејасни мотиви постоје код импулсивног суицида, као последица тренутне одлуке и манифестованог acting out понашања када је у једном случају окидач била идентификација са главним ликом серије или филма који се убио због несрећне љубави. Не искључује се ни задес, односно да је самоубиство извршеним случајно, провоцирано несмотреним реакцијама, уз повишену алкохолемију или под утицајем дроге у том тренутку.

### Стање у српској породици
Породични фактори самоубиства су, битни чиниоци за разумевања етиологије самоубистава у Србији. Карактеристични породични фактори ризика јесу:
- Самоубиство или рана смрт родитеља, браће, сестара, бабе, деде..., повећава ризик од самоубиства или покушаја самоубиства, и често је генетски предиспонирана.
- Породична историја (болничко лечење од менталних болести најужих чланова породице), повећава ризик од самоубиства или покушаја самоубиства.
- Незапосленост, повећава ризик од самоубилачког понашања, посебно због недостатка социјалног контакта, губитка осећања идентитета, смањивања активности и осећања безвредности, као и због смањивања прихода.
- Лоше образовање родитеља, стопа самоубиства је значајно већа у лоше образованим породицама што се објашњава феноменом социјалне депривације: лошије образована подршка због недовољног образовања, лошији приходи, лошије здравље, ниже професионалне квалификације, лошији услови становања.
- Развод брака (сопствен, деце или родитеља) доводи до распад породице - развод или сепарација може створити код чланова породице осећање изолованости и рањивости и повећава ризик од депресије и самоубилачког понашања.
- Слаба приврженост и сиромашне везе између родитеља и детета у психо-социјалном развоју појединца. На ово утичу бројни породични конфликти или сиромашна комуникација - на пример, брачна неслога, породични конфликт, насиље у породици, екстремно висока или ниска породична очекивања и контрола, менталне болести родитеља као што су депресија или болести зависности.
- Злостављање детета, један је од ризика од самоубилачког понашања као што су занемаривање, сексуално злостављање, физичко злостављање, емоционално злостављање, присуство насиљу у породици.
- Мигрантска популација - миграције, нарочито оне насилног типа (нпр као оне које су владале с краја 20.века и сада владају на почетка 21. века у Србији), доводиле су до социјалног и психолошког „искорењивања“ и проблема адаптације на нову социјалну средину, што је увећавало ризик од самоубистава.

У данској студији о ризичним факторима дошло се до сазнања да је први покушај самоубиства био повезан са следећим породичним факторима ризика: психијатријске болести родитеља, самоубилачко понашање родитеља, искуство злостављања и занемаривања у детињству.

### Стање у српском друштву
Српско друштво, је задњих неколико деценија прошло кроз свеопшту деструкцију од економије и политике до културе и морала. Многе породице су исцрпљене борбом за преживљавање уз искуства рата, ратних страдања и избеглиштво. Угрожено је и опште здравље становништва, што се најбоље види у повећаним стопама смртности и сталним повећавањем броја малигних и душевних болести. Велики број људи у Србији живи са осећањима бесперспективности и депривираности. Ако се на то надовежемо и наручено породично окружење и неки унутрашњи психички фактори, онда "„бекство у смрт“" може за неке људе у Србији да буде један од могућих „излаза“ из таквог стања.
Након истраживања о стиловима живота становништва, спроведеном у Србији током 2014 године установљено је да је:
- психолошки дистрес, мерен према скрининг скали Кеслер 6, присутан у неким облицима код 20% одрасле популације, а према резултатима истраживања за 5,8% популације може се рећи да пати од поремећаја понашања или анксиозности који се могу оценити као озбиљни.
- ниво психолошког дистреса већи је код неких подгрупа корисника психоактивних супстанци или коцкара – на пример, међу свакодневним корисницима седатива, 54,4% њих је под неким степеном психолошког дистреса. Висок ниво психолошког дистреса може се уочити и међу онима који конзумирају марихуану или се коцкају у казину или на слот апаратима.

## Став религије према самоубиствима у Србији
Бројна истраживања у Србији упућују и на значај религијског контекста у тумачењу самоубиства. Религијска уверења и посвећеност религији у Србију су снажан фактор заштите. Доминирајуће светске религије попут хришћанства или ислама, су учења која наглашава светост човековог живота и важност подређивања Божијој вољи. Муфтија београдски Мухамед Јусуфспахић каже да је самоубиство један од највећих људских грехова. 
| „ | Подигните руку на себе, на живот који је дар јесте велики грех. Бог каже: „Не дижите руку на себе. Бог је, збиља, према вама самилостан“.)... На основу овог учења и још многих, неки учењаци су утврдили да се ономе ко је подигао руку на себе обавља молитва за душу, али пошто је побуњеник, без купања, које је такође прописано. | ” |

Религијска уверења као фактор заштите делују на више начина: преко моралних препрека и забрана; стварања циља и наде у живот човека; развијања мање непријатељских осећања и агресивности; уверења о штетности коришћења алкохола или дрога; редукцијом отуђености и јачање социјалних веза, и осећања одговорности према породици, итд.
| „ | Велик је и тежак грех самоубиство. Толико је велик и тежак да, чини се, нема другог греха који би му био раван. Човек не може самовољно да одлучује када ће окончати свој живот. О томе одлучује Господ Бог, јер је Он дао човеку живот, Он ће га и узети назад када буде потребно, када то буде угодно Његовом Промислу. А када човек самовољно прекраћује себи живот, онда је то или очигледно и намерно противљење Богу, или потпуно неверовање у Његово постојање. И једно и друго је велики и неопростиви грех. Заиста, може ли очигледно и свесно човеково противљење Богу заслуживати било какво снисхођење, да и не говоримо о опроштају? Човек који себи одузима живот као да говори Господу: „Шта је мене брига што Ти забрањујеш људима да прекраћују живот по сопственом нахођењу! Није ме брига за Тебе, па према томе како ми се свиђа, тако ћу и учинити са собом“. Чак и неверовање у Бога не заслужује никакво снисхођење ни опроштај. Људски живот даје нам толико доказа о постојању Божијем, да се сви они не могу ни препричати ни описати. Нарочито много доказа пружа нам живот хришћанина, члана Хришћанске Цркве. У Цркви Христовој толико је мноштво чуда и то великих чуда, тако да их не види само слепац или онај који намерно затвара очи. И најзад, само постојање човека, постојање видљивог света са његовим предивним лепотама велико је чудо које показује да постоји и велики Саздатељ васељене. Како онда не веровати у Господа?... Свака овоземаљска мука која човека наводи на самоубиство, само је хиљадити део онога што ће он морати да трпи у будућем животу за такав грех. А да би се ослободио неподношљивог терета на души који људе наводи да се убију (ако уопште осетиш такав терет), обрати се Заступници рода хришћанскога и моли је да ти помогне у твојој несрећи, моли је да те избави из невоље. | ” |

Религиозност може постати и фактор ризика код верника у Србији у ситуацијама осећања губитка вере, када посвећеност религије наилази на велико неодобравање и осуду социјалне средине или у случајевима верског фундаментализма и секташтва ("Диркемово алтруистичко самоубиство").

## Опроштајна писма самоубица
Према истраживања у Мађарској постоје две врсте порука које остављају особе које намеравају да изврше самоубиство:
Прва врста опроштајних порука су упућене познаницима, и у садржају порука се налази садржај у којем говоре о неподношљивом психолошком болу, осећању безнадежности, исцрпљености. Ове поруке су, углавном, позитивне, пуне емоција упућених жени и деци, којима изражавају љубав. Ређе су ове поруке негативне у њима самоубица најчешће оптужују себе, мање друге особе. Најчешће објашњавају разлоге због којих су „морали“ да изврше самоубиство:
| „ | Због овога што ћу урадити, немојте никог да кривите, нико није одговоран. Слушајте мајку и опростите ми. | ” |

Опроштајне поруке најчешће су у виду писма: „Нека буде што бити не може ... До виђења друже, до виђења“, или дневника који су водили неколико дана пре извршеног самоубиства, али има и опроштајних порука послатих мобилним телефоном, у облику СМС порука:
| „ | Не могу више ! Извините ... Збогом !“ " Ти си била нешто најбоље у животу и желим ти све најбоље, увек ћу те волети ! ! Одох ја ... | ” |

Постоје и као вербалне изјаве које је самоубица упутио колеги са посла, 20 минута пре него што је извршио самоубиство: „Нема везе, сви ћемо и ми под земљу“. У порукама самоубице често дају упутства пријатељима и рођацима да измире њихове дугове, или остављају број кућног телефона да обавесте породицу о томе шта су учиниле. 
Друга врста опроштајних порука су поруке нарцистички озлојеђених особа које шаљу негативне поруке познаницима и члановима породице, оптужујући их посредно за самоубиство. Опроштајне поруке могу бити упућене и државним институцијама (цркви, војсци, школи, руководству фирме), према којима испољавају вербалну агресију.
Према истраживањима са Војномедицинске академије у Београду трећина самоубица мушког пола за собом је оставила опроштајно писмо, која упркос многобројним ограничењима, могу да помогну у откривању садржаја размишљања особе у тренутку када је извршила самоубиство.